# Comediehuset

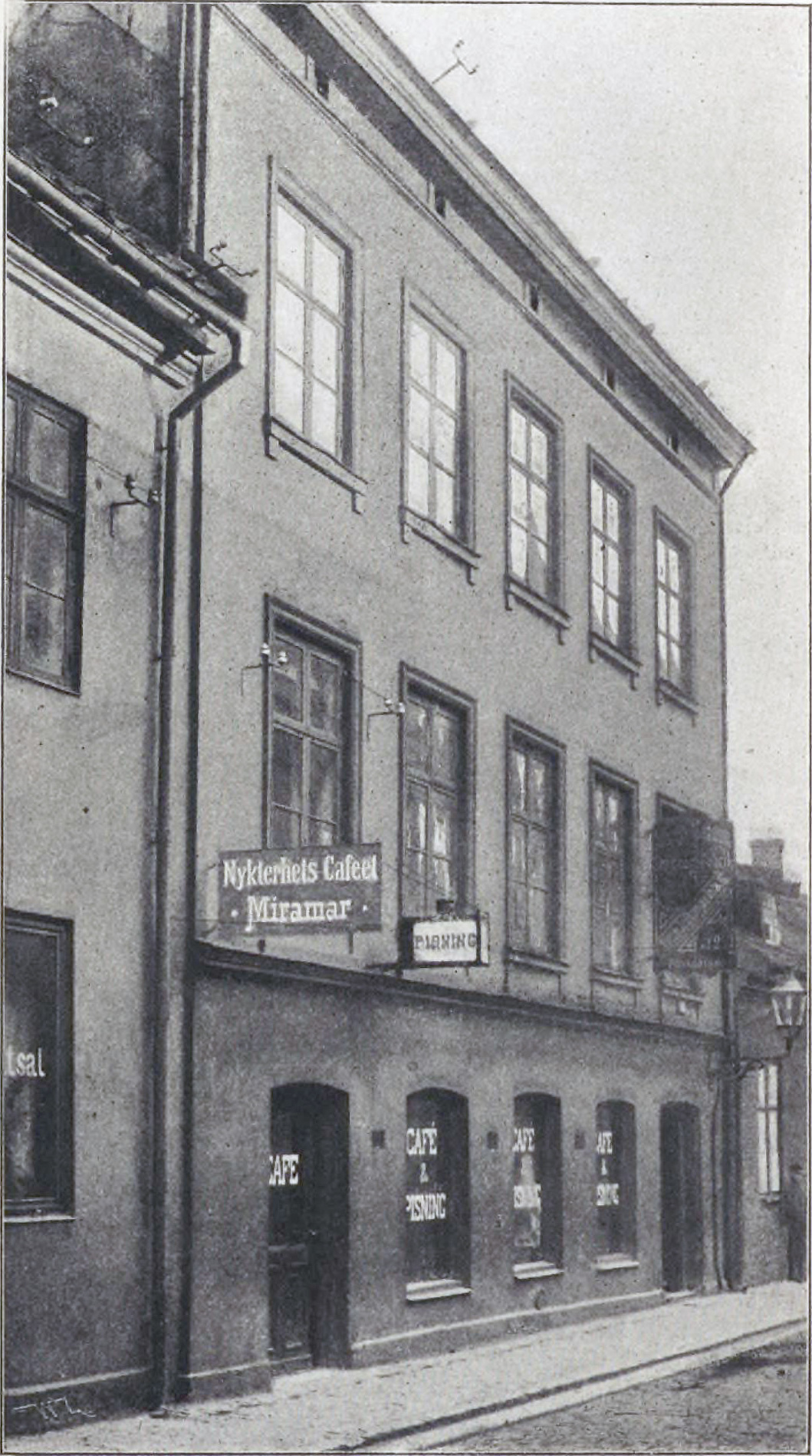
Sillgateteaterns hus. Foto 1898.

Comediehuset, eller Teatern vid Sillgatan (efter 1816 även Mindre teatern), var den första offentliga teatern i Göteborg. Den var verksam från 1779 fram till 1833. Det var Göteborgs enda teater fram till 1816. 
Teatern var inrymd i dåvarande fastigheten nr:60, VII:e roten, hörnet av Sillgatan 10-12 (nuvarande Postgatan)-Nedre Kvarnbergsgatan 16, och uppfördes troligen av kommerserådet Patrik Alströmer tillsammans med brodern Claes, kring 1775.

## Historia

### Bakgrund
Innan Göteborg fick sin första fasta teater besöktes staden av kringresande teatersällskap. Den första skriftliga källan av detta är ifrån februari 1696, då :"en pipare vid kapten Branus kompani, Bengt Andersson, inför magistraten klagar öfver att han blifvit öfverfallen af skulten Fagg för någon tid sedan, när komedianterna spelade i gref Aschebergs stall (i hörnet av Gustaf Adolfs torg och Torggatan ) och han stod vid väggen och såg huru folket der till stor myckenhet trädde in".   
Dessa sällskap var utländska, vanligen tyska, men mellan 1755 och 1768 hade Peter Lindahls sällskap Göteborg som fast punkt under sina turnéer 1755-1768. Under den gustavianska tiden växte teaterintresset stort i staden, där det under 1770-talet blev populärt med amatörteater i hemmiljö hos familjerna Alströmer och Hall, vilka inspirerats av Gustav III:s stora teaterintresse.

### Comediehuset
Det är inte känt exakt när teaterverksamheten startade i Comediehuset: när det blev en fast teater 1779 omnämndes det som det gamla vanliga komedihuset, och det står klart att det hade använts för samma syfte redan tidigare. Byggnaden uppfördes omkring år 1775. I december 1776 klagade en amerikansk konstmästare på att Carl Seuerling inte hade velat låna honom "Comediehuset", och i juli 1779 uppträdde konsertsångerskan Margareta Hawk på "Comediehuset", och det är möjligt att det handlade om samma lokal.  Den omkringresande teatern Gemenasiska Sällskapet etablerade sig i huset under ledning av konstmästaren Paul German och Johan von Blanc år 1779.    
Comediehuset var ursprungligen byggt helt i trä.   År 1782 gjordes det om i sten och fick ny inredning.   Den var då byggd i tre våningar, en amfiteater med tre rader målade loger, parterr och kristallkronor. Flera försök att grunda fasta teaterscener utanför Stockholm hade förekommit under samma sekel men Comediehuset var den enda som hade framgång.   Verksamheten drevs först av Johan von Blanc, därefter av Gustaf Simson och slutligen av Lovisa Simson, Sveriges första kvinnliga teaterdirektör, i kompanjonskap med först Andreas Widerberg och senare Johan Petersson.   Här hade Figaros bröllop premiär 1786 och Hamlet 1787.   Från 1784 kunde teatern också spela balett, den enda baletten i Sverige utanför Stockholm, och angavs då ha fem balettdansare av vardera kön frånräknat balettmästaren Carl Fredrik Swab ("4 dansörer, 3 dansöser och 2 figurantskor").    Teatern drev även restaurangverksamhet och höll offentliga maskeradbaler: det hölls minst tre operamaskerader 1785, varav Gustav III närvarade vid en vid sitt besök i staden i oktober det året.  Förutom den fasta ensemblén uppträdde också gästande sällskap på teatern med balett, cirkus, opera och konserter.   Bland dem fanns det brittiska cirkussällskapet Price med djurtämjaren Rosalia Masson-Price år 1790.

### Senare historia
Den fasta verksamheten på teatern upplöstes av ekonomiska skäl år 1792. Lokalen hyrdes därefter av kringresande teatersällskap. Johan Anton Lindqvists sällskap höll en regelbunden verksamhet från 1793 fram till 1800. Bland de övriga sällskap som använde lokalen fanns Anders Lundvist 1801-02; Johan Peter Lewenhagen 1802, 1803-04, 1806 och 1807; Johan Erik Brooman 1802-03; Maria Elisabet de Broen 1805-06 och Carl Stenborg 1807-09. 
Mellan 1810 och 1816 fungerade det återigen som en fast teater under Johan Anton Lindqvist, avbrutet för perioden 1813-15, då Johan Peter Strömberg var dess direktör. Lindqvist flyttade 1816 verksamheten till den nybyggda Segerlindska teatern. Comediehuset ansågs då brandskadat och farligt eftersom en del av träet bedömdes som murket. 
Sedan reparationer hade utförts användes det från 1819 återigen som lokal av gästartister på genomfärd, danslokal och restaurang.  Bland de som använde lokalen under följande år fanns Johan Anton Lindqvists sällskap, som återigen uppträdde där 1819—20, Johan Peter Strömberg 1820—21, Josef August Lambert 1823 och 1829-30, Erasmus Petter Sjövall 1823, och ett tyskt teatersällskap under Gustaf Pöschel och Carl Becker 1832—33.  Teatern stängdes 1833, och huset brann ner den 13 mars 1867. Johan Anton Lindqvist förestod teatern då August Lambert höll en förmånsrecett för honom den 17 november 1829. Detta var en emellanåt vanlig sak som gjordes som en slags betalning på en del av hyran. Under direktör fru Simsons tid, var det mer en kutym att sådant gjordes av de ditkommande sällskapen. Så möjligt att teatern stängdes 1833 i samband med att Lindqvist också avled samma år.

## Historisk betydelse
Comediehuset var troligen landets andra fasta teater utanför Stockholm: efter Egges teater i Norrköping (1762), och före Spektakelhuset i Karlskrona och Spektakelhuset i Gävle (båda 1784). 1801 fick Malmö sin första fasta teater på Grynbodgatan 33 (idag nr. 3).